# Phyllochaetopterus monroi
Phyllochaetopterus monroi är en ringmaskart som beskrevs av Hartman 1967. Phyllochaetopterus monroi ingår i släktet Phyllochaetopterus och familjen Chaetopteridae. Inga underarter finns listade i Catalogue of Life.